# Air Inter

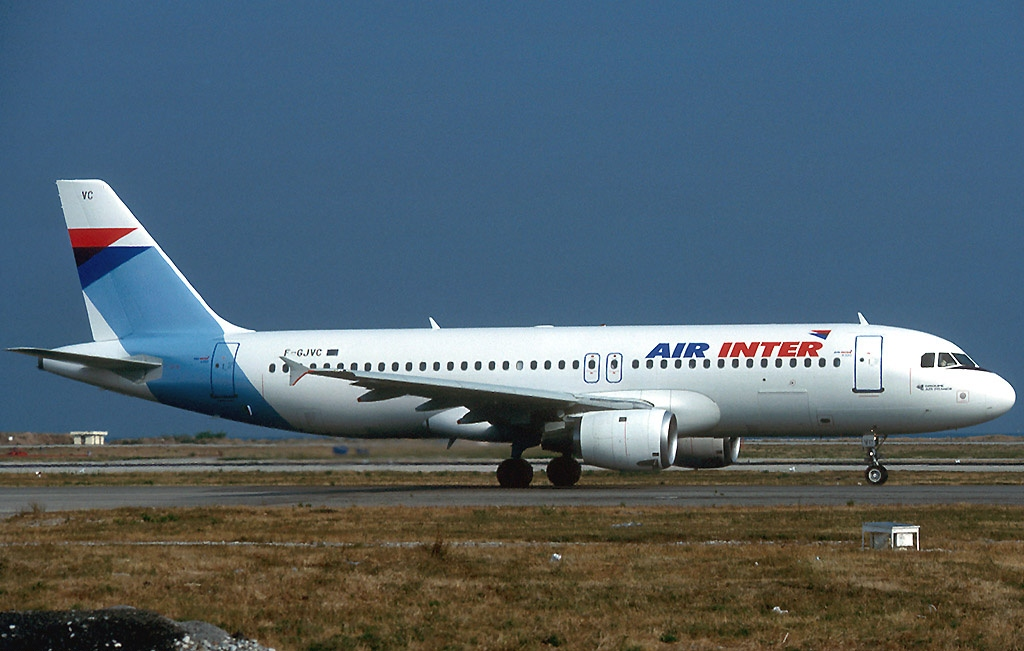
Airbus A320 da Air Inter.

Air Inter foi uma empresa aérea com sede em Paris, na França. Fundada em 1954, em 1997 se fundiu com a Air France.

## Acidentes
Em janeiro de 1992, uma das aeronaves da companhia (um A320-111) caiu no leste da França, próximo ao Monte Sainte-Odile, matando 87 das 96 pessoas que estavam a bordo.